# Halosphaeria pileata
Halosphaeria pileata är en svampart som först beskrevs av Jan Kohlmeyer, och fick sitt nu gällande namn av Jan Kohlmeyer 1972. Halosphaeria pileata ingår i släktet Halosphaeria och familjen Halosphaeriaceae.   Inga underarter finns listade i Catalogue of Life.